# Funeral vikingo

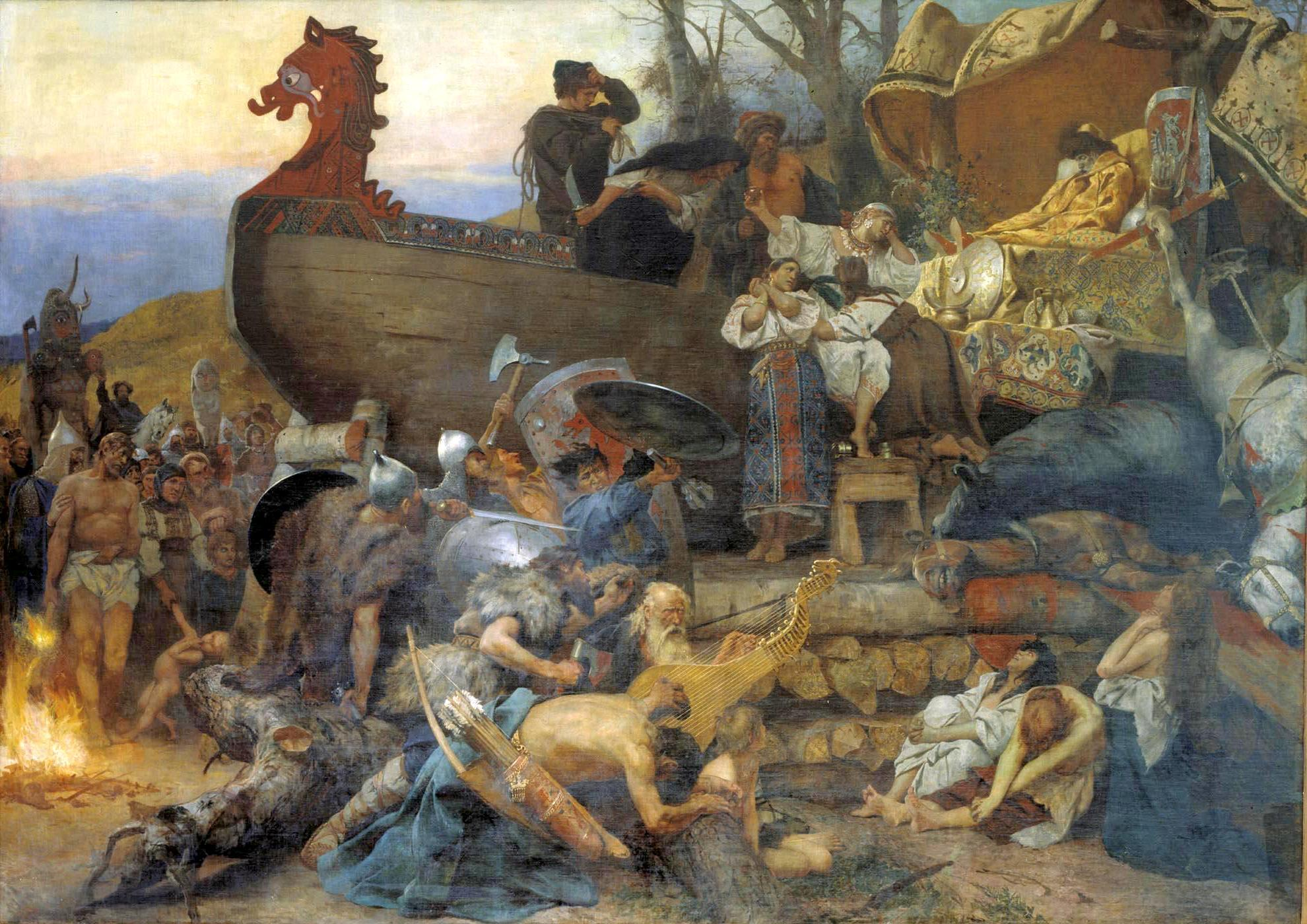
Funeral vikingo del jefe varego Ígor de Kiev en el Rus de Kiev.
Cuadro de Heinrich Semiradzki (1845-1902).

Gracias a la arqueología, las sagas y a la poesía en nórdico antiguo y al relato de Ahmad ibn Fadlan se sabe que los vikingos solían enterrar a sus muertos en barcos funerarios. Los rituales que tuvieron lugar en tierra han permitido a los arqueólogos estudiar las diversas tradiciones escandinavas de la época de los vikingos. Frecuentemente eran depositados en un barco o en un barco de piedra, y se les solía dejar ofrendas según el estatus y la profesión del difunto, entre las que podía incluirse el sacrificio de esclavos.
En Escandinavia se conservan muchos túmulos en honor de reyes y jefes vikingos, además de piedras rúnicas y otros monumentos funerarios. Algunos de los más célebres se encuentran en el cementerio de túmulos de Borre, en Noruega, y en Lindholm Høje y Jelling en Dinamarca.

## Ofrendas
Era común dejar regalos junto al cadáver. Incluso si el cuerpo era quemado en una pira, el difunto recibía presentes, cuya cantidad y valor no dependían del sexo sino únicamente de su posición social. Era importante realizar el ritual correctamente para que el difunto conservase en la otra vida el estatus vital que había poseído en la vida terrenal, y para evitar que se convirtiera en un alma errante condenada a vagar eternamente. 
La tumba habitual para un esclavo era, probablemente, poco más que un agujero en la tierra. Se le enterraba probablemente de forma que no regresara para atormentar a sus amos y para que pudiera serles de utilidad cuando éstos hubieran muerto. Incluso en ocasiones se les sacrificaba para que cumplieran esa función en la otra vida. A los hombres libres se les enterraba con armas y equipo de monta. Los artesanos podían ser enterrados junto a todas sus herramientas. A las mujeres se las enterraba con sus joyas y a veces con instrumentos para uso doméstico o parte del ajuar. El enterramiento vikingo más suntuoso descubierto hasta el momento (2008) es el Barco de Oseberg, que era para una mujer (probablemente una reina o una sacerdotisa) que habría vivido en el siglo IX.

## Monumentos funerarios
Un funeral vikingo podía suponer un gasto considerable, pero la tumba y las ofrendas no se consideraban un desperdicio. Además de rendir homenaje a los muertos, la tumba constituía un monumento a la posición social de los descendientes. Algunos clanes nórdicos especialmente poderosos podían hacer alarde de su posición mediante cementerios monumentales. El cementerio vikingo de Borre en Vestfold por ejemplo, está ligado a la dinastía Yngling, y alojaba grandes túmulos que contenían barcos de piedra.
Jelling en Dinamarca es el memorial real más grande de la época vikinga. Fue realizado por Harald Blåtand en recuerdo de sus padres Gorm y Tyra, y en honor a sí mismo. Se trata de uno solo de los dos grandes túmulos que contenían una cámara mortuoria, pero ambas tumbas, la iglesia y las dos piedras de Jelling testifican lo importante que era marcar la muerte ritualmente durante la era pagana y los inicios de la era cristiana.
En tres lugares de Escandinavia hay grandes cementerios que fueron usados por toda la comunidad Birka en Mälaren, Hedeby en Schleswig y Lindholm Høje en Ålborg. En las tumbas de Lindholm Høje aparece una gran variedad de formas y tamaños. Hay barcos de piedra y una mezcla de tumbas triangulares, cuadradas y circulares. Estos cementerios han sido usados durante muchas generaciones y pertenecen al pueblo.

## Rituales
La muerte siempre ha sido un momento de crisis para los afligidos, de ahí que esté rodeada de tabúes. La vida familiar tiene que ser reorganizada y, para superar esa situación, las personas recurren a rituales. Las ceremonias eran ritos de transición en los que se pretendía dar paz al difunto en la nueva vida y, al tiempo, consolar a los parientes afligidos para continuar con sus vidas.
A pesar de las costumbres belicosas de los vikingos, había un elemento de respeto rodeando a la muerte y a lo que va asociado a ella. Si el muerto no era enterrado correctamente o no se le proveían de medios para la otra vida, era posible que no llegase a encontrar la paz en el más allá. La persona muerta podría visitar a sus parientes vivos como un draugr (fantasma) para atormentarlos. Era una visión horrorosa y ominosa, que se interpretaba como una señal de que más miembros de la familia morirían.[cita requerida] Cuando las comunidades eran afectadas por desgracias, sobre todo en tiempos de hambruna, empezaban a aparecer historias de fantasmas. Las sagas mencionan drásticos remedios para librarse de estos fantasmas una vez que habían aparecido. El muerto tenía que volver a morir; se podía atravesar el cadáver con una estaca, o se le cortaba la cabeza para que el difunto no encontrara el camino de vuelta al mundo de los vivos.

### Relato de Ibn Fadlan
En el siglo X, un escritor árabe, Ahmad ibn Fadlan, realizó una descripción de un funeral de un jefe escandinavo, probablemente sueco, que viajaba en la ruta comercial del Volga. El relato es una fuente única acerca de las ceremonias que tenían lugar en los funerales vikingos de un jefe o un rey.
El jefe muerto fue colocado en una tumba temporal, la cual fue cubierta durante diez días hasta que fueron cosidas para el difunto ropas nuevas. Una de sus esclavas se ofreció voluntaria para irse con él a la otra vida, por lo que fue custodiada día y noche y se le dio gran cantidad de bebida para intoxicarla mientras cantaba alegremente. Cuando llegó la hora de la cremación, pusieron el barco del jefe en tierra, le depositaron en una plataforma de madera y le hicieron una cama en el barco. Mientras, una mujer anciana conocida como el «ángel de la muerte» puso cojines en la cama. Ella era la responsable del ritual.
Entonces desenterraron al jefe y le vistieron con las ropas nuevas. En su tumba depositaron bebidas alcohólicas, frutas y un instrumento de cuerda. El jefe fue puesto en la cama con todas sus armas y ofrendas situadas a su alrededor. Luego dejaron que dos caballos corrieran sudorosos, a los que a continuación hicieron pedazos para arrojarlos luego al barco. Finalmente, sacrificaron un gallo y una gallina.
Entre tanto, la esclava iba de tienda en tienda manteniendo relaciones sexuales con los hombres. Cada uno de ellos le decía: «Dile a tu amo que esto lo hice por amor a él». Mientras, por la tarde, llevaban a la chica a algo que parecía el marco de una puerta, donde ella era levantada por las palmas de los hombres tres veces. Cada vez que era alzada, ella decía lo que veía: la primera vez vio a su padre y a su madre, la segunda a todos sus parientes, y la tercera a su amo en el más allá. Allí todo era verde y hermoso y junto a él, vio hombres y chicos jóvenes. Vio que su amo la llamaba por señas.
Después, la esclava fue llevada al barco. Se quitó los brazaletes y se los dio a la anciana. A continuación se quitó los anillos de los dedos y se los dio a las hijas de la anciana, que la habían custodiado. Después fue llevada a bordo del barco, pero no se le permitió acceder a la tienda donde el jefe yacía. La chica bebió varios vasos de bebidas alcohólicas, cantaba y se despedía de sus amigos.
Entonces la chica fue llevada a la tienda y los hombres empezaron a golpear sus escudos para que sus gritos no se oyeran. Seis hombres la acompañaban y mantuvieron relaciones sexuales con ella, tras lo cual la pusieron en la cama del jefe. Dos hombres agarraron sus manos y otros dos sus muñecas. El ángel de la muerte puso una cuerda alrededor de su cuello y mientras dos hombres tiraban de la cuerda, la anciana la apuñaló entre las costillas con un cuchillo. Después, los parientes del jefe muerto llegaron con una antorcha encendida y quemaron el barco. Según las creencias, el fuego facilitaba el viaje al reino de la muerte.[cita requerida]
Después, levantaron sobre las cenizas un túmulo redondo y, en el centro del montículo, izaron un poste de abedul donde grabaron con runas los nombres del jefe muerto y su rey. Tras ello se fueron en sus barcos.
Otro explorador árabe, Ahmad ibn Rustah confirma la detallada descripción de Ibn Faldlan y el hecho de que al muerto se le haya asignado la compañía de una mujer:
«Cuando muere uno de la clase principal, lo llevan a un sepulcro semejante a una vivienda espaciosa, lo depositan dentro y ponen a su lado vestiduras, ajorcas de oro, una provisión de alimentos, vasijas con bebidas, monedas y, finalmente, a su esposa favorita, que allí encierran viva. Tapan luego la entrada y la mujer muere después en aquella clausura.»
El historiador Al-Masudi se expresa en términos parecidos:
«Queman a sus muertos y echan en la misma pira sus armas, sus caballos y sus joyas. Cuando alguien muere, su mujer es quemada viva con él; pero si quien fallece es la mujer, entonces el marido no corre aquella suerte. Cuando fallece un hombre soltero, se le casa después de muerto. Las mujeres desean vivamente ser quemadas con sus maridos, para poder así seguirlos al paraíso.»

### Sacrificios humanos
Los esclavos podían ser sacrificados durante el funeral para servir a su amo en la siguiente vida. En el relato de Ibn Fadlan hay una descripción de una esclava que va a ser sacrificada y que pasa por varios ritos sexuales. Cuando el jefe había sido puesto en el barco, ella iba visitando las tiendas para acostarse con los guerreros y mercaderes. Cada hombre le decía que esto lo hacía por devoción al difunto. Por último, ella entraba en una tienda que se había montado en el barco y en la que seis hombres mantenían relaciones sexuales con ella antes de ser estrangulada y apuñalada. Los ritos sexuales con la esclava muestran que ella era considerada un recipiente para la transmisión de energía vital para el jefe difunto.
En el poema Sigurðarkviða hin skamma hay varios versos en los que se cuenta que la valquiria Brunilda da instrucciones sobre el número de esclavas que iban a ser sacrificadas para el funeral del héroe Sigurd, y cómo sus cuerpos debían ser dispuestos en la pira, como aparece en la siguiente estrofa. 
| Því at hánum fylgja fimm ambáttir, átta þjónar, eðlum góðir, fóstrman mitt ok faðerni, þat er Buðli gaf barni sínu. | 69. "Cinco mujeres atadas le seguirán, y ocho de mis esclavas, bien nacidas, desde niñas conmigo, y mías fueron como regalo que Buthli a su hija dio". |  |

### Cremación
Era frecuente quemar los cadáveres y las ofrendas en una pira, en la cual la temperatura alcanzaba los 1400 °C; mucho más alta que en un crematorio moderno. Lo único que quedarían serían unos fragmentos de metal y algunos huesos animales y humanos. La pira era construida de forma que la columna de humo fuera lo más grande posible para elevar al difunto a la otra vida. El simbolismo se describe en la saga Ynglinga:

Entonces él (Odín) estableció por ley que todos los varones muertos debían ser incinerados, y sus pertenencias puestas sobre la pila, y las cenizas lanzadas al mar o enterradas. Así, dijo él, todos vendrán a Valhalla con las riquezas que portara consigo en la pila; y disfrutaría cuanto él hubiera enterrado. Un montículo se levantará en memoria de los hombres trascendentes y para todos los guerreros que se han distinguido por su virilidad se erigirá un monolito; costumbre que perduró mucho después de la era de Odin.

### La cerveza funeraria y la transmisión de la herencia

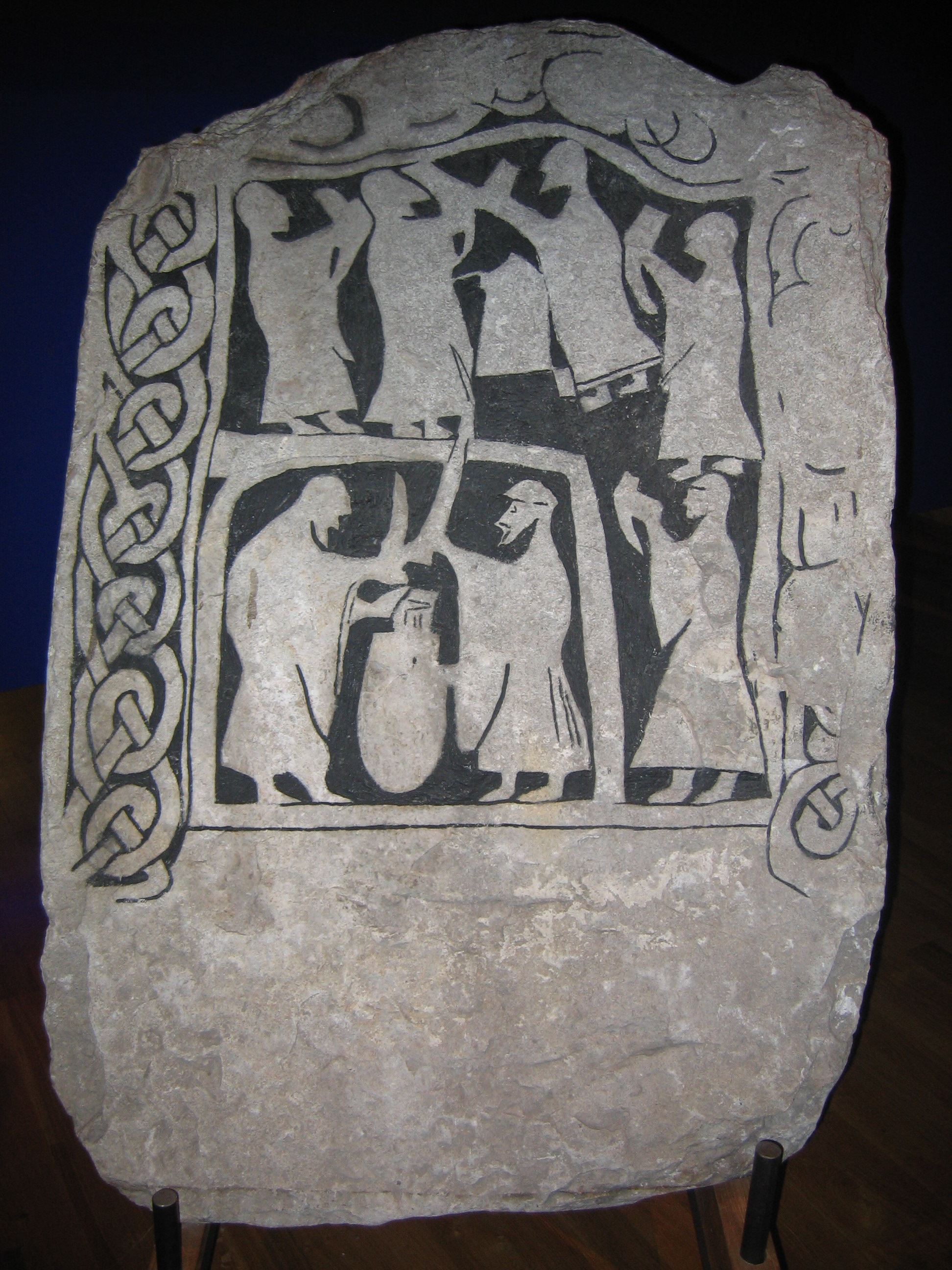
Una escena de libación en una piedra decorada de Gotland en el Museo Nacional de Antigüedades Sueco en Estocolmo.

En el séptimo día tras la muerte de la persona se celebraba la fiesta del sjaund, o fiesta de la cerveza funeraria, así llamada porque implicaba la libación ritual. La cerveza funeraria era una forma social de demarcar el caso de la muerte. Solo tras la ceremonia podían los herederos legalmente reclamar la herencia. Si la persona fallecida se trataba de una viuda o del dueño de una granja, el legítimo heredero podía hacerse con la propiedad y, por tanto, marcar el cambio de autoridad.
Muchas de las grandes piedras rúnicas escandinavas notifican una herencia, como la piedra rúnica de Hillersjö, que explica cómo una dama llegó a heredar no solo a sus hijos sino también sus nietos y la piedra rúnica de Högby Ög 81, que narra cómo una joven fue la única heredera tras la muerte de todos sus tíos. Se trata de importantes documentos de propiedad de una era en las decisiones legales no se transcribían en papel. Una interpretación de la piedra rúnica Tune de Østfold sugiere que la larga inscripción rúnica tiene que ver con la cerveza funeraria en honor del hacendado y declara a tres hijas como legítimas herederas. Data del siglo V y es, por tanto, el documento legal escandinavo más antiguo que reconoce el derecho sucesorio femenino.

### El barco y la flecha
Junto a los cascos con cuernos también aparece en el ideario popular el funeral con un barco en llamas tras lanzar una flecha ardiente desde la orilla. En muy raras ocasiones los vikingos quemaban sus naves para homenajear o rendir tributo a un caudillo prominente. Las evidencias arqueológicas han descartado la existencia de esta costumbre y los estudiosos consideran que algo así probable y prácticamente no pasó nunca, es un mito que surgió durante el romanticismo del siglo XIX respaldado por la leyenda de la muerte de Balder y su funeral en un barco en llamas mientras se aleja hacia un rojizo ocaso.

## Enlaces
Los barcos y su relación con la muerte en la sociedad vikinga
- Datos: Q2662083